# Sân bay Tours Loire Valley

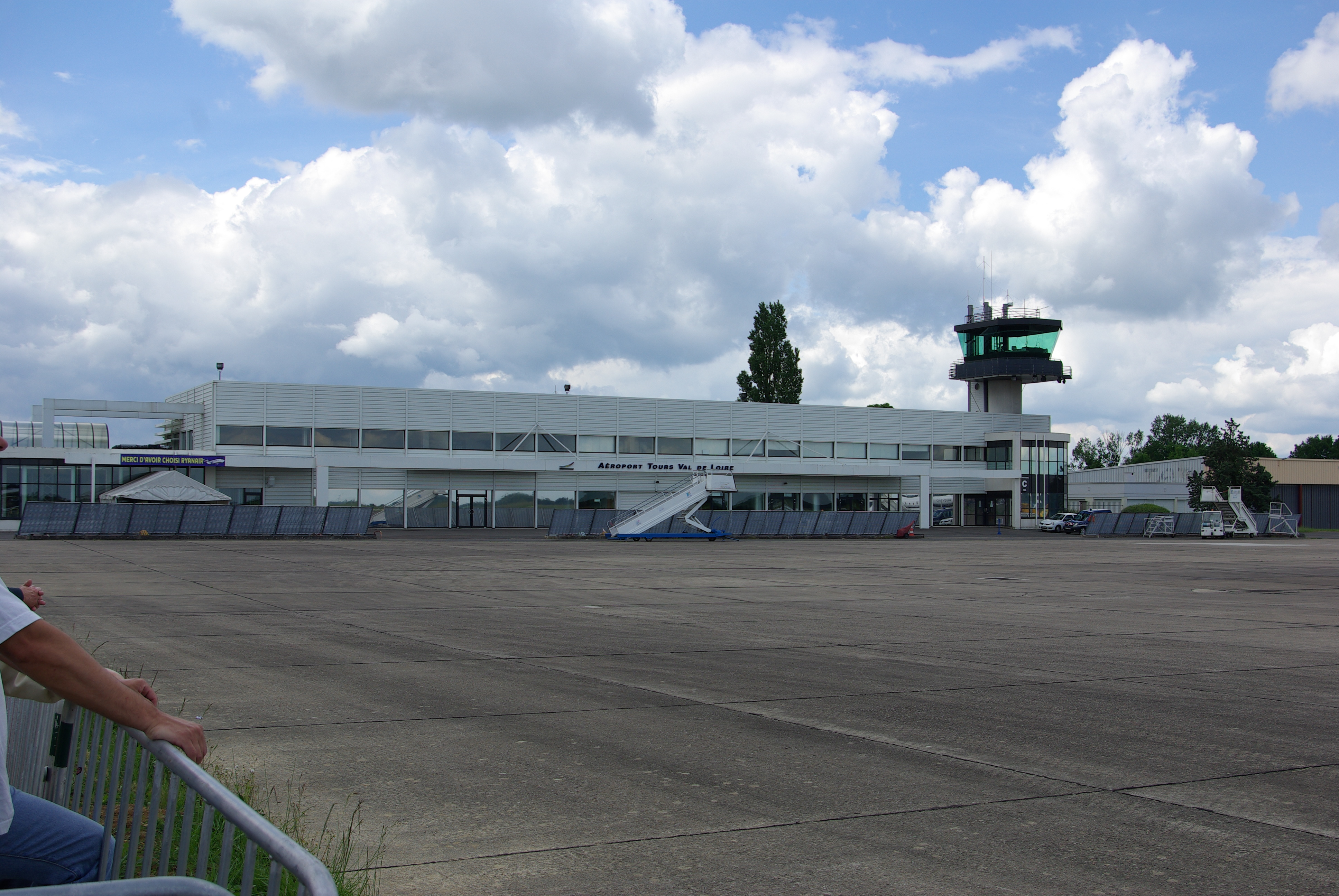
Sân bay Tours Loire Valley

Sân bay Tours Loire Valley (mã sân bay IATA:, mã sân bay ICAO:) là một sân bay phục vụ thành phố Tours trong tỉnh thuộc vùng của Pháp. Sân bay có đường băng bằng asphalt bê tông dài mét.